# Katelin Wendt
Katelin Wendt is een Amerikaans waterskiester.

## Levensloop
Wendt werd in 2011 wereldkampioene in de Formule 1 van het waterski racing.

## Palmares
- Wereldkampioenschap: 2011
- Wereldkampioenschap: 2009